# Coccygodes brevispiculus
Coccygodes brevispiculus là một loài tò vò trong họ Ichneumonidae.